# مطار بواتييه
مطار بواتييه هو مطار دولي يخدم مدينة بواتييه في فرنسا